# St. Peter und Paul (Elxleben)

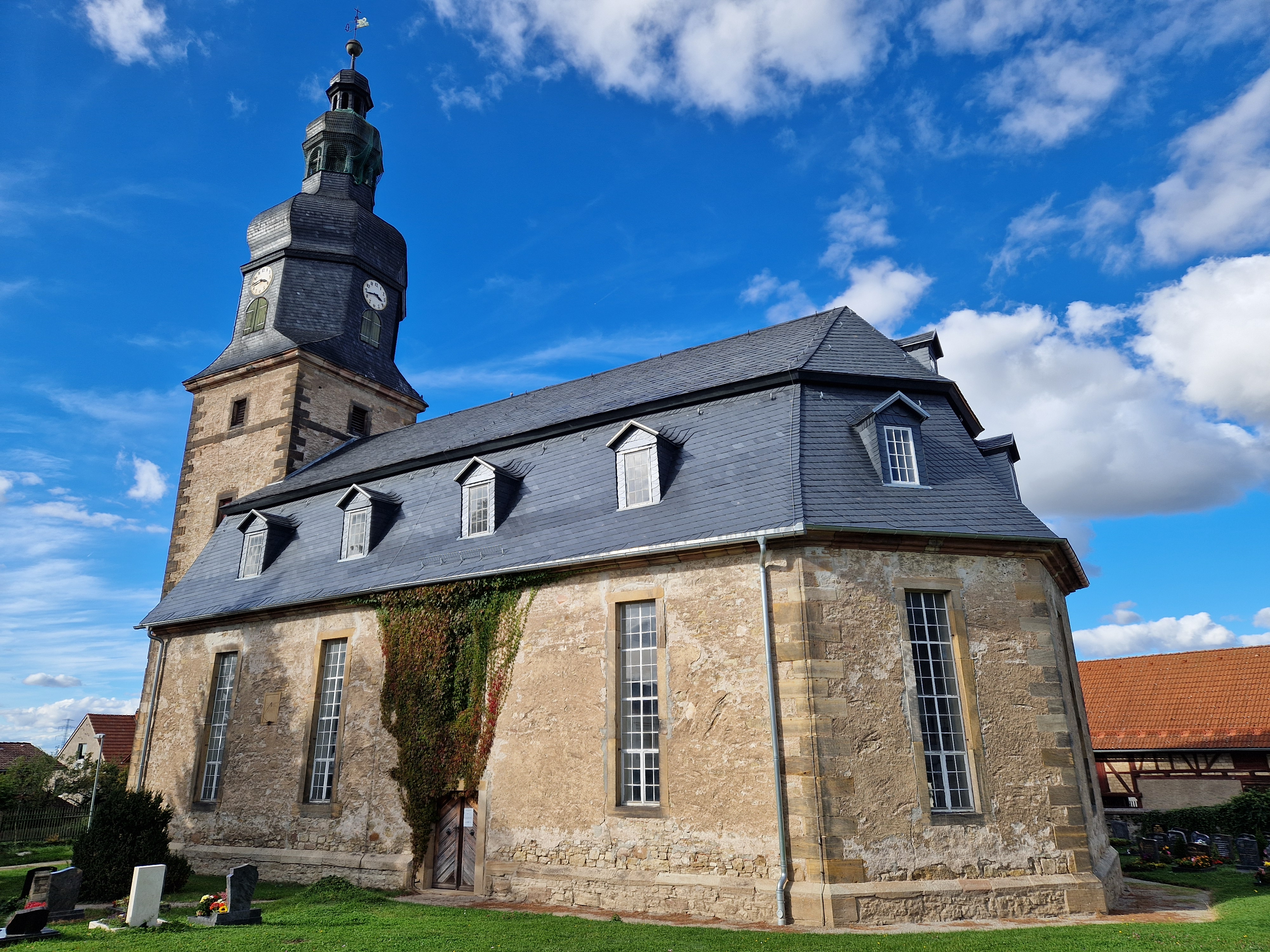
St. Peter und Paul (Elxleben)

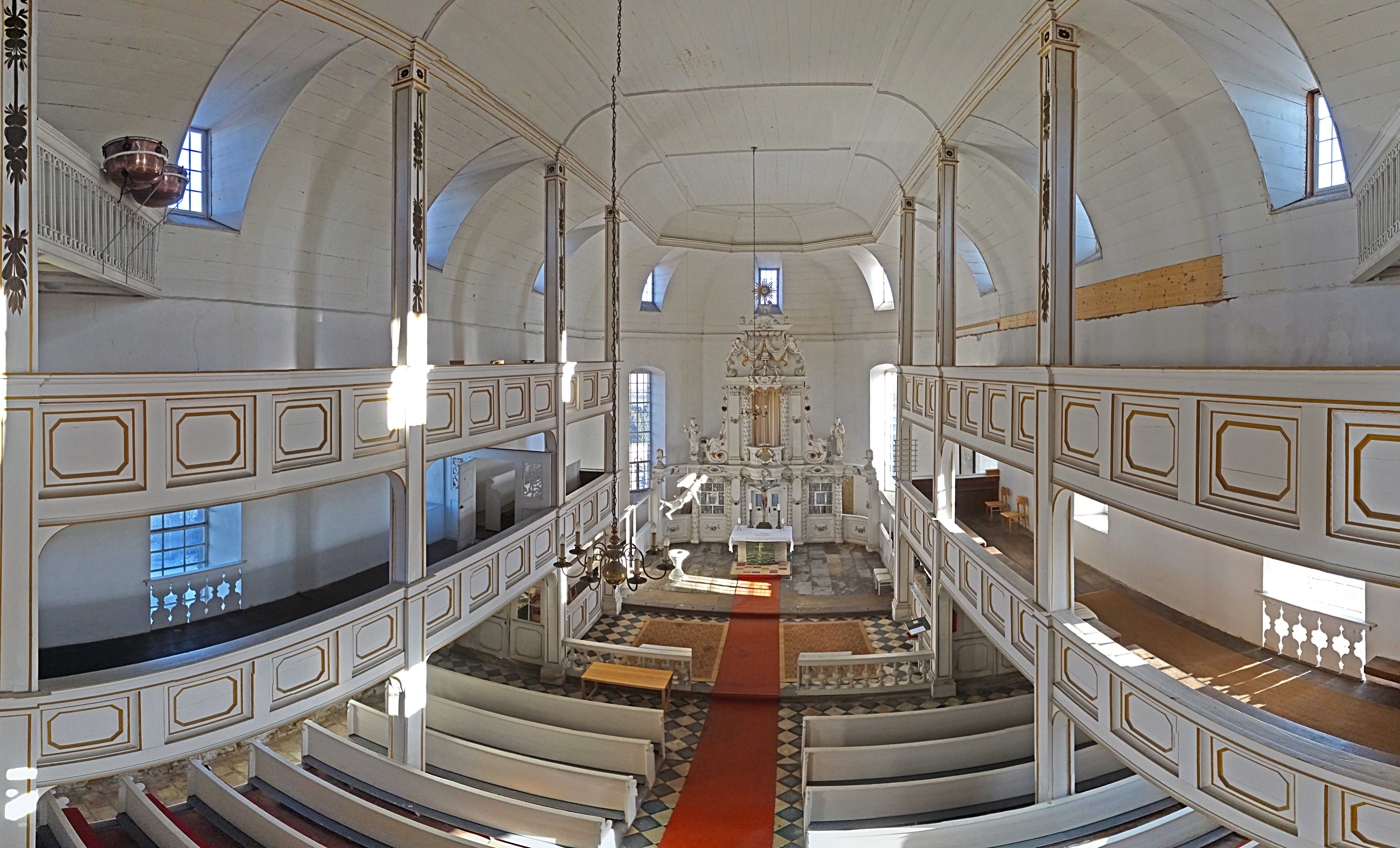
Innenansicht nach Osten

Die evangelische Dorfkirche St. Peter und Paul steht in der Gemeinde Elxleben im Ilm-Kreis in Thüringen. Sie gehört zum Evangelisch-Lutherischen Kirchengemeindeverband Elxleben-Witzleben im Kirchenkreis Arnstadt-Ilmenau der Evangelischen Kirche in Mitteldeutschland.

## Geschichte
An der Langhaussüdseite der barocken 1722 bis 1725 erbauten Saalkirche ist eine Sonnenuhr angebracht.
Der 44 Meter hohe, eingezogene, verschieferte Westturm mit oktogonaler Haube und offener Laterne wurde 1777 angebaut. Der Chor ist dreiseitig geschlossen und das Langhaus mit einem Schiefermansarddach überdeckt.
Der Raum weist zweigeschossige, umlaufende Emporen auf. Die zwei zur Kirche gehörenden Kesselpauken wurden 2001 restauriert und schmücken den Raum. Im Osten steht der zweigeschossige Kanzelaltar. Die Mitteltür zum Raum ist mit verglasten Fenstern flankiert und daneben tragen Säulen den Kanzelkorb. An der Seite befinden sich Figuren von Moses und Christus. Palmenbäume schmücken den Kanzelzugang.

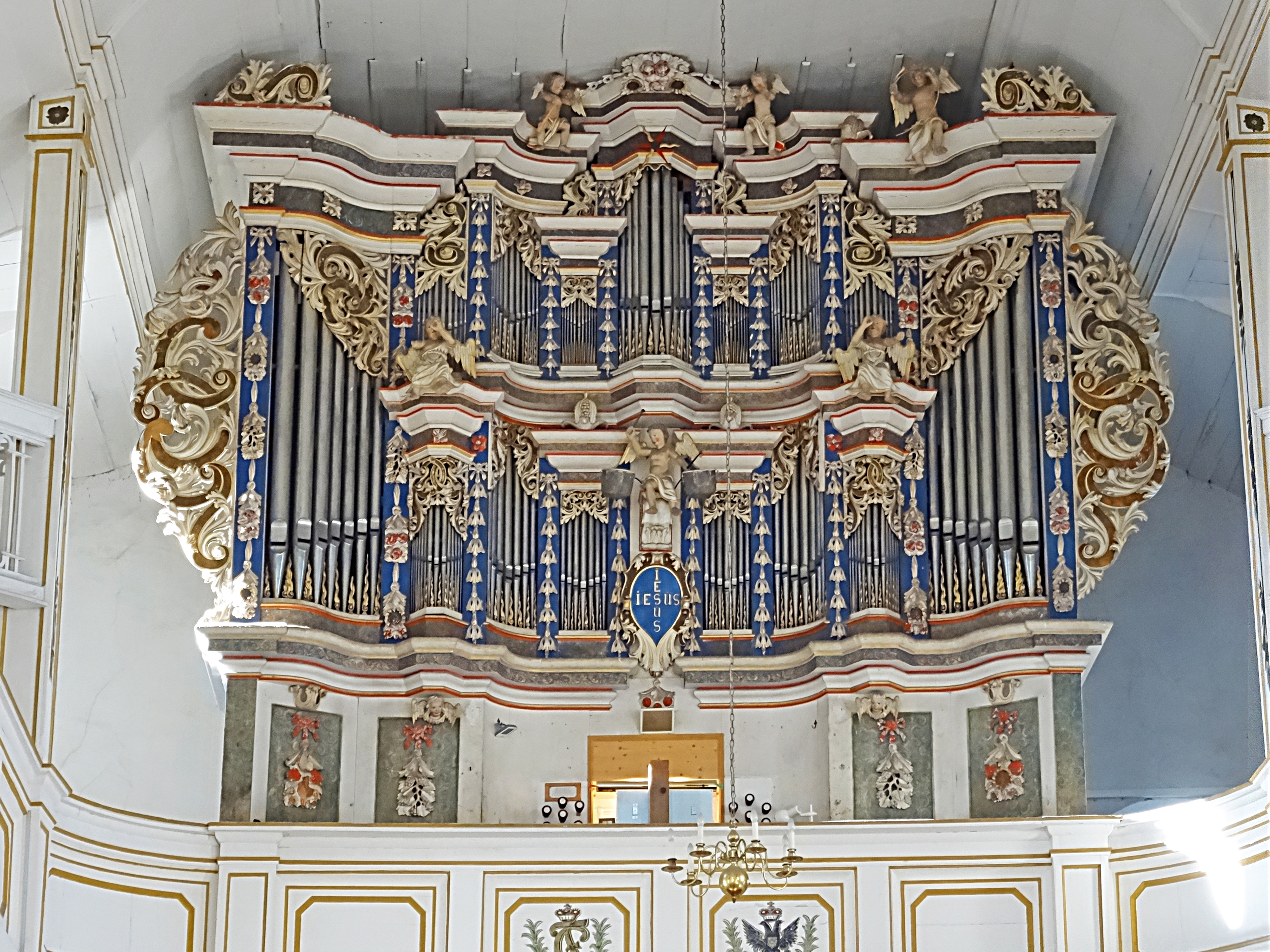
Orgelprospekt mit Schleierwerk

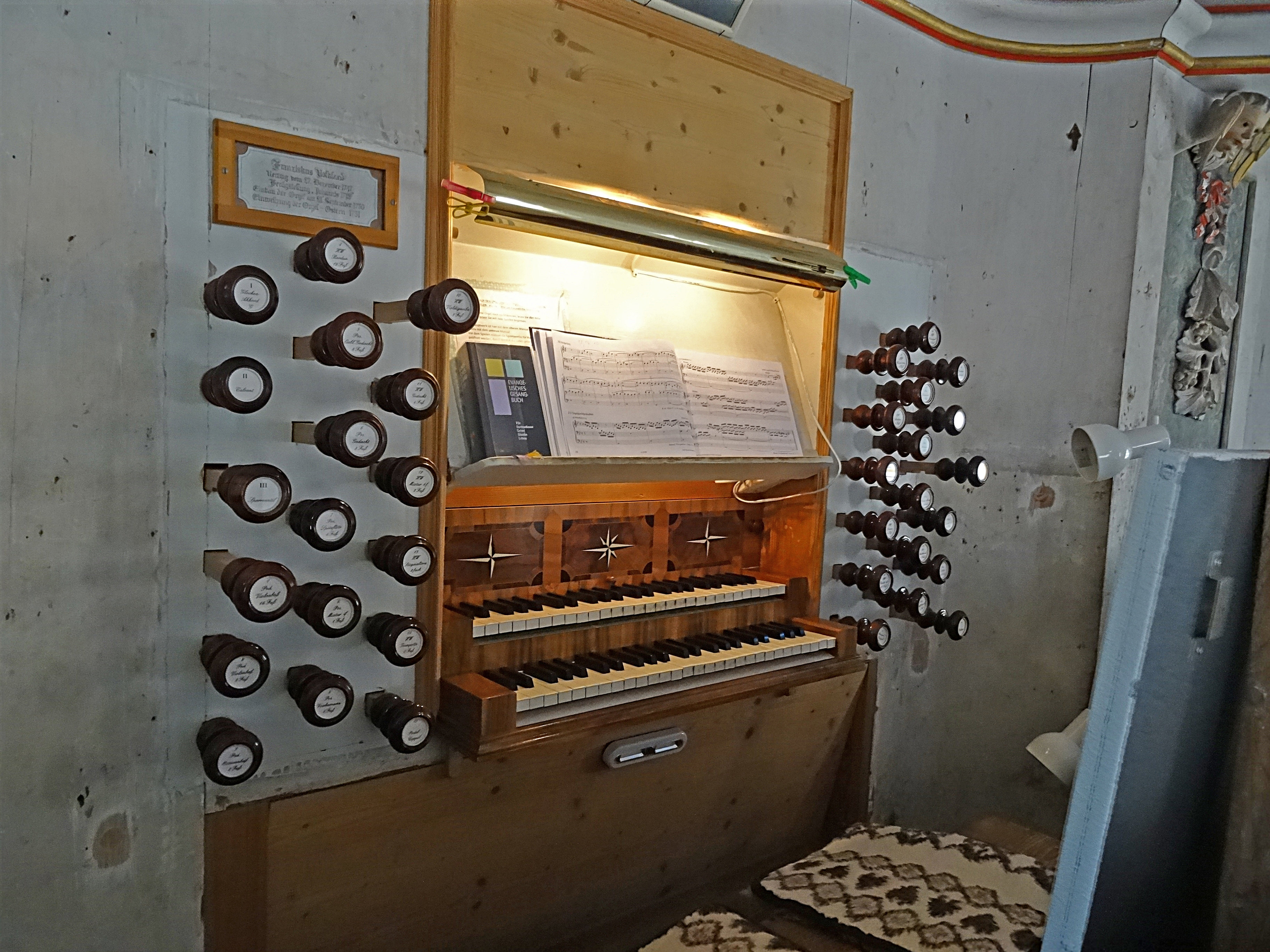
Spielschrank

Eine um 1200 geschnitzte romanische Christusfigur aus dieser Kirche ist im Thüringer Museum Eisenach zu sehen.

## Orgel
Die Orgel mit einem reichgeschmückten, kleinteiligen Prospekt ist ein Werk von Franciscus Volckland aus dem Jahr 1751 mit 27 Registern auf zwei Manualen und Pedal. Sie wurde in den Jahren 1981–1984 durch Hermann Lahmann restauriert. 1994 wurden durch die Firma Hoffmann Orgelbau kleinere Arbeiten durchgeführt. Die Disposition lautet:
| I Hauptwerk C–c3 |     |
| Bordun           | 16′ |
| Principal        | 8′  |
| Violadigamba     | 8′  |
| Flauto Traverso  | 8′  |
| Gedackt          | 8′  |
| Octava           | 4′  |
| Gedackt          | 4′  |
| Octava           | 2′  |
| Sesquialtera II  |     |
| Mixtur VI        | 2′  |
| Cimbel IV        |     |
| Trompete         | 8′  |

| II Oberwerk C–c3 |    |        |
| Gedackt          | 8′ |        |
| Lieblich Gedackt | 8′ |        |
| Principal        | 4′ |        |
| Spitzflöte       | 4′ |        |
| Nachthorn        | 4′ |        |
| Octave           | 2′ |        |
| Sesquialtera II  |    |        |
| Mixtur IV        | 1′ |        |
| Vox humana       | 8′ | (1984) |

| Pedal C–c1    |     |
| Violon-Baß    | 16′ |
| Sub-Baß       | 16′ |
| Octaven-Baß   | 8′  |
| Violon-Baß    | 8′  |
| Hohlflöte-Baß | 4′  |
| Posaunen-Baß  | 16′ |

- Koppeln: II/I Manualkoppel (Schiebekoppel), I/P
- Spielhilfen: Glockenaccord C, Glockenaccord G, 2 Sperrventile